# Case-Pilote
Case-Pilote är en ort och kommun i Martinique. Den ligger i den västra delen av Martinique, 8 km nordväst om huvudstaden Fort-de-France.